# Clux
Clux era una comuna francesa situada en el departamento de Saona y Loira, de la región de Borgoña-Franco Condado, que el 1 de enero de 2015 fue suprimida al fusionarse con la comuna de La Villeneuve, formando la comuna nueva de Clux-Villeneuve.

## Demografía
| Gráfica de evolución demográfica de Clux entre 1800 y 2012 |
|                                                            |

Los datos demográficos contemplados en este gráfico de la comuna de Clux se han cogido de 1800 a 1999 de la página francesa EHESS/Cassini, y los demás datos de la página del INSEE.